# Selenocephalus sirvadi
Selenocephalus sirvadi är en insektsart som beskrevs av Dlabola 1965. Selenocephalus sirvadi ingår i släktet Selenocephalus och familjen dvärgstritar. Inga underarter finns listade i Catalogue of Life.